# 羅斯霍爾
羅斯霍爾是圭亞那的城鎮，由東伯比斯-科蘭太因區負責管轄，位於該國東北部，距離新阿姆斯特丹29公里，面積13平方公里，主要經濟活動有製糖業，2002年人口7,264。